# Rolf Edling
Rolf Erik Sören Edling (Mumbai, 30 novembre 1943) è un ex schermidore svedese, vincitore di una medaglia d'oro nella scherma ai giochi olimpici e di 2 Coppe del Mondo di scherma.